# Ergebenheitsadresse
Eine Ergebenheitsadresse ist ein öffentlicher Brief an eine Person, meistens einen Vorgesetzten, Monarchen oder Regierungschef, in dem der Absender dem Adressaten seine Loyalität signalisiert.

## Beispiele
Am 13. Januar 1634 unterzeichneten Wallensteins Generäle das Pilsener Revers, mit dem sie ihm die Treue versicherten. Dieses Bekenntnis wurde von Kaiser Ferdinand II. als Hochverrat bewertet und führte schließlich zu Wallensteins Absetzung und Ermordung.
Generaloberst Friedrich Paulus ließ aus dem Kessel von Stalingrad in aussichtsloser Lage am 29. Januar 1943 folgende Ergebenheitsadresse an Adolf Hitler funken:

„An den Führer! Zum Jahrestage Ihrer Machtübernahme grüßt die 6. Armee ihren Führer. Noch weht die Hakenkreuzfahne über Stalingrad. Unser Kampf möge den lebenden und kommenden Generationen ein Beispiel dafür sein, auch in der hoffnungslosesten Lage nie zu kapitulieren, dann wird Deutschland siegen. Heil mein Führer! Paulus, Generaloberst.“

Noch am selben Tag zum Generalfeldmarschall befördert, wurde Paulus am Morgen des 31. Januar von der Roten Armee in seinem Hauptquartier gefangen genommen.
Zahlreiche hohe Militärs sandten nach dem Attentat vom 20. Juli 1944 eine Ergebenheitsadresse an Hitler, darunter Generalfeldmarschall Wilhelm Ritter von Leeb und Admiral Wilhelm Canaris.